# 麥氏虹銀漢魚
麥氏虹銀漢魚為輻鰭魚綱銀漢魚目黑帶銀漢魚科的其中一種。

## 分布
本魚分布於巴布亞紐幾內亞的飛河(Fly River)中下游向西至Bensbach河、澳洲東北部的淡水水域。

## 特徵
本魚體延長，高大，強度側扁。背鰭2枚，第一背鰭硬棘4至7枚，第二背鰭硬棘1枚、軟條8至10枚，臀鰭硬棘1枚、軟條14至15枚。第二背鰭及臀鰭基底甚長。體側具鱗34至35列，無側線。體銀灰色而具藍色光澤，背部暗棕色，腹部草綠色，岩體側具約7條平行於鱗列之紅棕色至暗棕色縱帶，各鱗再縱帶間形成珍珠狀光澤。鰓蓋藍綠色，而具金綠色緣之紅色斑塊；尾期棕色或磚紅色。雄魚色彩較鮮豔，雌魚較淡。體長不超過7公分。

## 生態
為觀賞性之淡水魚，性溫和，不挑剔餌料。適水溫為23℃~26℃，弱鹼性之水，最好加上少量之鹽。產卵於茂密之水草中，親魚除非很空腹，不會自食其卵。仔魚在25℃下約7至10日可孵化，仔魚很容易飼養。

## 經濟利用
為觀賞性之淡水魚。